# Disney Vacation Club
Der Disney Vacation Club (DVC) ist ein Timeshare-Programm, das von der Disney Vacation Development, einer Tochtergesellschaft von Disney Signature Experiences, einem Bereich der Disney Experiences, einer Sparte der Walt Disney Company, betrieben wird. Mitglieder erwerben einen Anteil an einer DVC-Unterkunft und nutzen ein flexibles Punktesystem, um Aufenthalte in verschiedenen Resorts zu buchen. Derzeit gibt es schätzungsweise 220.000 Mitglieder.

## Geschichte
Die erste DVC-Unterkunft, ursprünglich als Disney Vacation Club Resort bekannt, wurde am 20. Dezember 1991 im Walt Disney World Resort in Florida eröffnet. Später wurde sie in Disney’s Old Key West Resort umbenannt. 1991 meldete Disney sein Timeshare-Programm im US-Bundesstaat Hawaii an, konnte dort jedoch zunächst nur werben, da kein Treuhandvertrag mit dem Staat bestand. Am 17. Januar 1992 wurde die Disney Vacation Development gegründet.
1993 kündigte Disney Pläne für ein weiteres Timeshare-Resort an, das Disney’s Vero Beach Resort, das 95 Meilen südöstlich von Walt Disney World liegt. Der Baubeginn erfolgte am 28. Juli 1994, und das Resort wurde am 1. Oktober 1995 eröffnet. Nur fünf Monate später, am 1. März 1996, eröffnete Disney das Disney’s Hilton Head Island Resort in South Carolina.
2007 wurde die erste Phase der Disney’s Animal Kingdom Villas eröffnet, mit einer Mitgliedschaftsgebühr von etwa 17.000 US-Dollar. 2008 begann der Bau von zwei weiteren Resorts in Orlando: Bay Lake Tower und Treehouse Villas, die beide 2009 eröffnet wurden. Die Mitgliedschaftsgebühren für Bay Lake Tower lagen bei etwa 18.000 US-Dollar.
Im Oktober 2007 gab Disney die Entwicklung des Aulani, a Disney Resort & Spa in Ko Olina, Hawaii, bekannt. Der Bau begann 2008, und das Resort eröffnete am 28. August 2011. Es bietet sowohl DVC-Unterkünfte als auch reguläre Hotelzimmer. Die Einführung des Resorts war jedoch von Kontroversen begleitet, da drei Führungskräfte entlassen wurden, weil sie Timeshare-Einheiten zu vermeintlich unprofitablen Preisen verkauft hatten.
2011 plante Disney einen neuen Standort in National Harbor, Maryland, in der Nähe von Washington, D.C. Diese Pläne wurden jedoch Ende November 2011 aufgegeben.
Im November 2019 wurden Pläne für einen 12-stöckigen DVC-Turm am Disneyland Hotel in Kalifornien eingereicht, der am 28. September 2023 eröffnet wurde. 2022 wurden Erweiterungen für die Villas at Disney’s Grand Floridian Resort sowie ein neuer Turm am Disney’s Polynesian Village Resort, genannt Island Tower, angekündigt, der am 17. Dezember 2024 eröffnet wird. Ebenfalls 2022 wurde das Projekt Reflections – A Disney Lakeside Lodge angekündigt, das später in Disney Lakeshore Lodge umbenannt wurde und 2027 eröffnet werden soll.

## Mitgliedschaft

### Erwerb
Eine DVC-Mitgliedschaft erfordert den Kauf eines Immobilienanteils an einem der DVC-Resorts sowie die Zahlung jährlicher Mitgliedsbeiträge. Mitglieder erhalten Punkte, die sie flexibel für Aufenthalte in verschiedenen DVC-Resorts einlösen können. Die Mitgliedschaften werden entweder als Erbpacht oder als befristete Nutzungsrechte verkauft. In Nebraska dürfen DVC-Mitgliedschaften nicht verkauft werden.
Disney behält sich ein Vorkaufsrecht für alle Mitgliedschaften vor und nutzt ein nichtgerichtliches Zwangsvollstreckungsverfahren. Für den Wiederverkauf sind nur zwei Unternehmen zugelassen: Fidelity Resales und Vacatia. Darüber hinaus bietet Disney Finanzierungsmöglichkeiten für den Kauf von Mitgliedschaften an.

### Einschränkungen für Wiederverkäufe
Seit 2011 dürfen Käufer von DVC-Mitgliedschaften auf dem Sekundärmarkt ihre Punkte nicht mehr für Disney Cruise Line, Adventures by Disney oder die Concierge Collection nutzen. Ab April 2016 wurden auch die sogenannten Membership Extras (zusätzliche Vorteile wie Rabatte) für Wiederverkaufskäufer gestrichen. Seit Januar 2019 gelten weitere Einschränkungen: Wiederverkaufspunkte, die für die ursprünglichen 14 Resorts (einschließlich Walt Disney World, Disneyland und den eigenständigen Standorten) gekauft wurden, können nicht für die neuen Resorts wie Disney’s Riviera Resort oder Disney Lakeshore Lodge verwendet werden. Käufer von Wiederverkäufen für das Riviera Resort dürfen ihre Punkte ausschließlich dort einlösen.

### Wiederverkaufswert
Die DVC-Mitgliedschaften weisen auf dem Sekundärmarkt einen hohen Wiederverkaufswert auf. Laut einer Studie von Sharket aus dem Jahr 2015 gehören die Resorts Saratoga Springs, Bay Lake Tower und Animal Kingdom Villas zu den begehrtesten Timeshares mit hohen Wiederverkaufspreisen und -volumen.

## Standorte
| DVC Standort                                           | Befindet sich innerhalb             | Standort                 | Zimmer            | Eröffnet           | Quelle        |
| ------------------------------------------------------ | ----------------------------------- | ------------------------ | ----------------- | ------------------ | ------------- |
| The Villas at Disney’s Grand Californian Hotel         | Grand Californian Hotel             | Disneyland Resort        | 71                | 23. September 2009 | [ 8 ]         |
| The Villas at Disneyland Hotel                         | Disneyland Hotel                    | Disneyland Resort        | 340               | 28. September 2023 | [ 11 ]        |
| Bay Lake Tower                                         | Contemporary Resort                 | Walt Disney World Resort | 300               | 4. August 2009     | [ 8 ]         |
| Animal Kingdom Villas                                  | Animal Kingdom Lodge                | Walt Disney World Resort | 708               | Juli 2007          | [ 19 ]        |
| Beach Club Villas                                      | Beach Club Resort                   | Walt Disney World Resort | 282               | 1. Juli 2002       |               |
| BoardWalk Villas                                       | BoardWalk Resort                    | Walt Disney World Resort | 530               | Juli 1996          | [ 20 ]        |
| Polynesian Villas & Bungalows                          | Polynesian Village Resort           | Walt Disney World Resort | 380               | 1. April 2015      | [ 21 ]        |
| Island Tower at Disney’s Polynesian Villas & Bungalows | Polynesian Village Resort           | Walt Disney World Resort | 360               | 17. Dezember 2024  | [ 22 ]        |
| The Villas at Disney’s Grand Floridian Resort & Spa    | Grand Floridian Resort & Spa        | Walt Disney World Resort | 147               | 23. Oktober 2013   |               |
| Boulder Ridge Villas                                   | Wilderness Lodge                    | Walt Disney World Resort | 181               | Januar 2001        | [ 19 ] [ 23 ] |
| Copper Creek Villas and Cabins                         | Wilderness Lodge                    | Walt Disney World Resort | 185               | 17. Juli 2017      | [ 24 ]        |
| The Cabins at Fort Wilderness                          | Fort Wilderness Resort & Campground | Walt Disney World Resort | >300              | 1. Juli 2024       | [ 25 ] [ 26 ] |
| Old Key West Resort                                    |                                     | Walt Disney World Resort | 761               | 20. Dezember 1991  | [ 3 ]         |
| Saratoga Springs Resort & Spa                          | 888                                 | Walt Disney World Resort | 17. Mai 2004      | [ 8 ]              |               |
| Riviera Resort                                         | 300                                 | Walt Disney World Resort | 16. Dezember 2019 | [ 27 ]             |               |
| Vero Beach Resort                                      | Vero Beach, Florida                 | 211                      | 1. Oktober 1995   | [ 28 ]             |               |
| Hilton Head Island Resort                              | Hilton Head Island, South Carolina  | 123                      | 1. März 1996      | [ 7 ]              |               |
| Aulani                                                 | Ko Olina, Oahu, Hawaii              | 460                      | 28. August 2011   | [ 9 ]              |               |